# موستافا نگا آ-بیسنه
موستافا نگا آ-بیسنه (انگلیسی: Moustapha Ngae A-Bissene؛ زادهٔ ۲۱ سپتامبر ۱۹۹۸) بازیکن فوتبال است.